# Cumming (estación)
Cumming es una estación ferroviaria que forma parte de la red del Metro de Santiago de Chile. Se encuentra en forma subterránea entre las estaciones Quinta Normal y Santa Ana, bajo la calle Catedral, en la comuna de Santiago. Entre esta y Quinta Normal se encuentra también la estación fantasma Libertad del Barrio Yungay.
El 18 de octubre de 2019, en el marco de las protestas en Chile, la estación sufrió un incendio que afectó la mesanina y la boletería, lo que impediría su funcionamiento normal hasta dentro de 1 a 2 meses.
Sin embargo después de casi siete meses sin funcionamiento desde el inicio de las protestas se reabrió de forma paulatina la estación el 11 de mayo de 2020.

## Características y entorno
La estación fue diseñada por el arquitecto Víctor Gubbins Browne. Inaugurada en 2004 como parte de la extensión de la Línea 5 hasta Quinta Normal, fue una de las primeras en llamar la atención de los santiaguinos por su diseño vanguardista e innovador. Los andenes, al igual que otras estaciones como Bellas Artes, son algo más estrechos que las estaciones más antiguas de la red a razón de ser una estación de tránsito a diferencia de otras como Santa Ana o Quinta Normal, de andenes mucho más anchos, pensados para cruce con otras líneas. El interior en sí de la estación tiende a ser ligeramente cálido debido a la numerosa cantidad de luces encendidas adosadas a las paredes con el fin de iluminar la estación. 
En el entorno inmediato de la estación, se encuentra la tradicional Plaza Brasil, punto de encuentro de jóvenes y viejos del barrio, numerosos comercios minoristas, el Campus Brasil de la Universidad Academia de Humanismo Cristiano, el Instituto Alonso de Ercilla, el Colegio Hispano Chileno, la Iglesia de los Capuchinos, un hermoso templo católico de estilo neoclásico-grecorromano a un paso de la salida única de la estación, además está emplazada en un barrio reconocido por su arquitectura y tranquilidad.
El 25 de septiembre de 2017 esta estación dejó de ser Ruta Roja para convertirse en Ruta Verde.

### Accesos
| Acceso | Intersección                     |
| ------ | -------------------------------- |
| A      | Catedral con Av. Ricardo Cumming |

## Galería

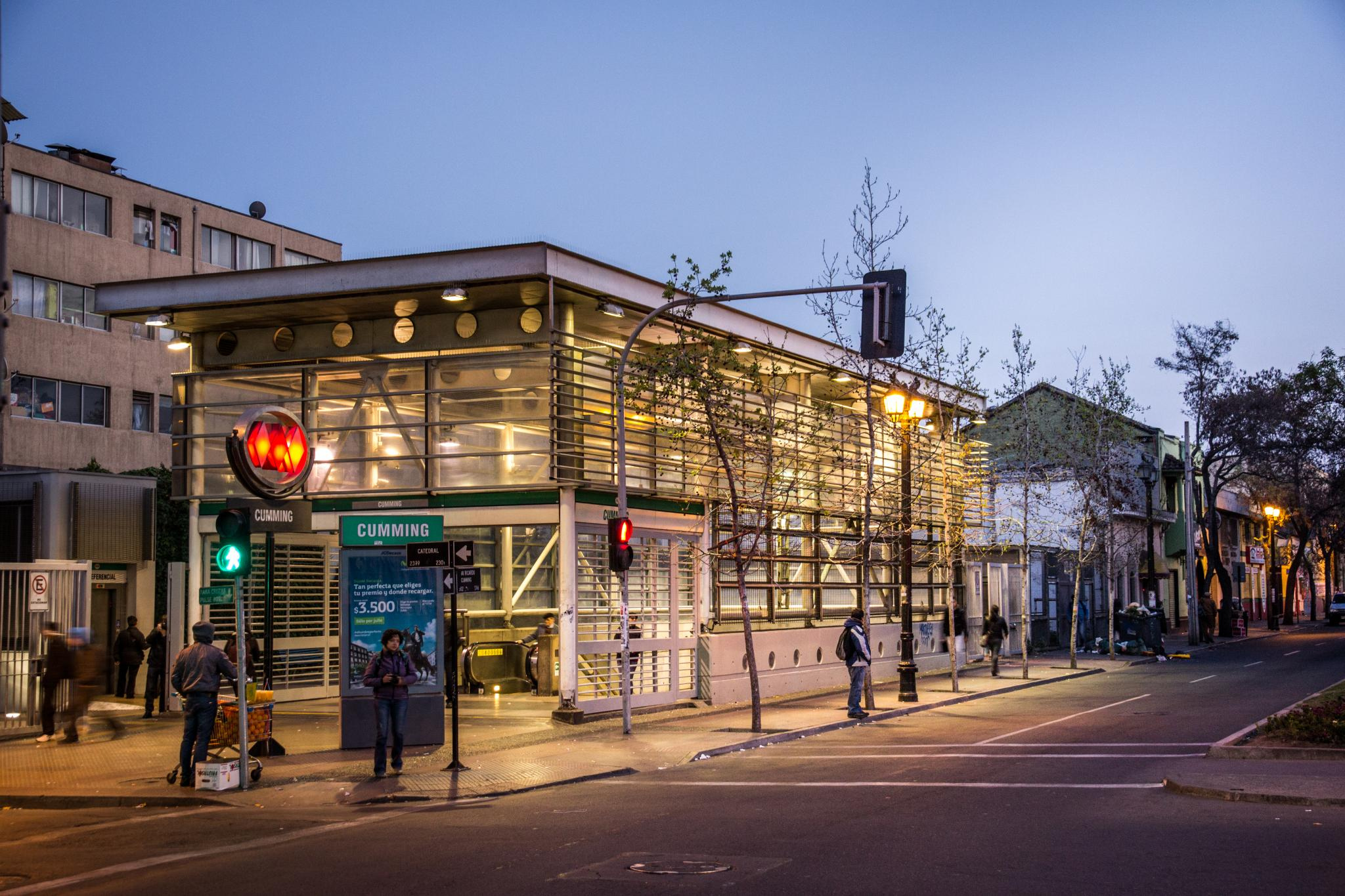
Exterior de la estación en 2013.
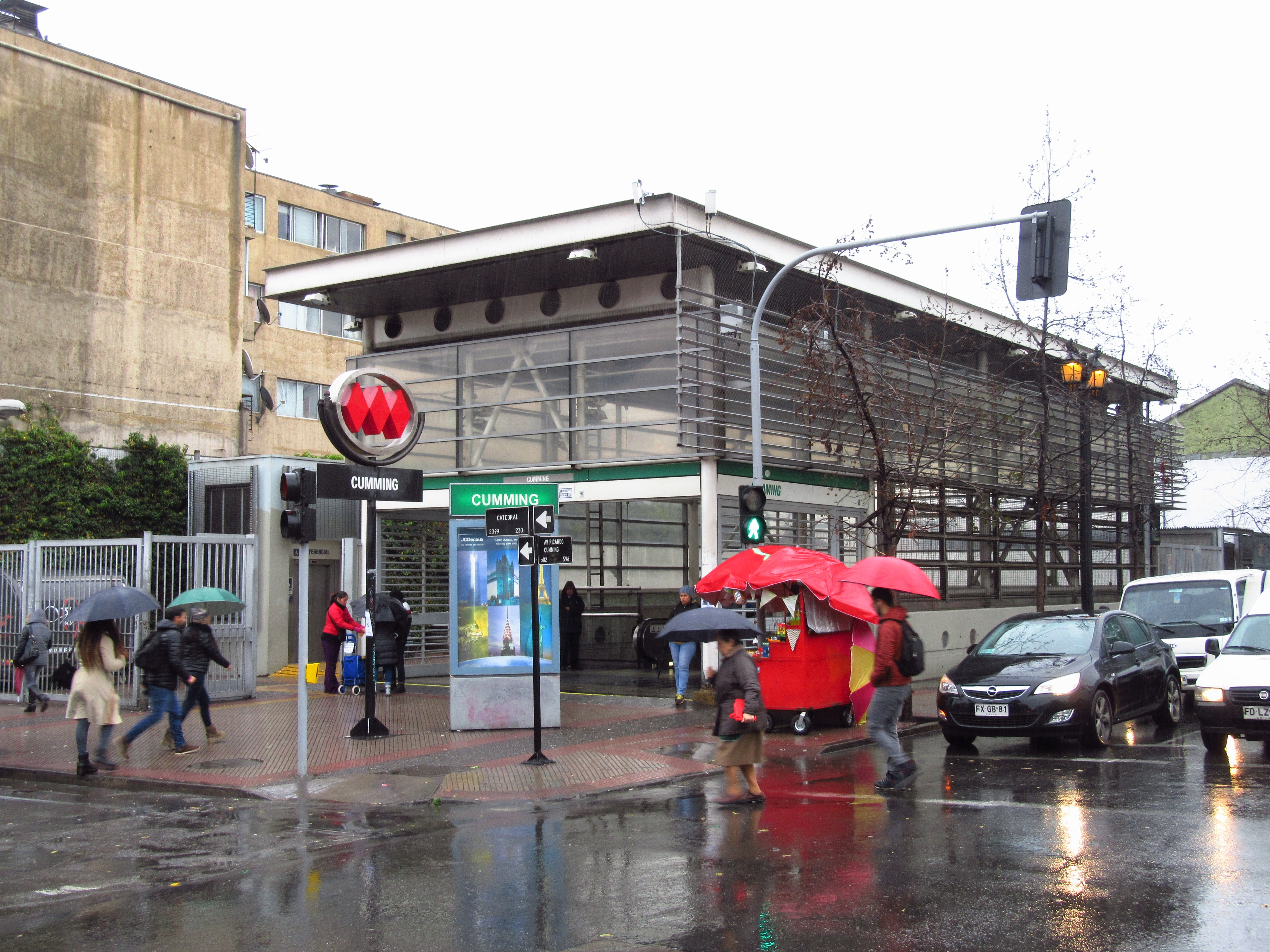
Exterior de la estación en 2017.
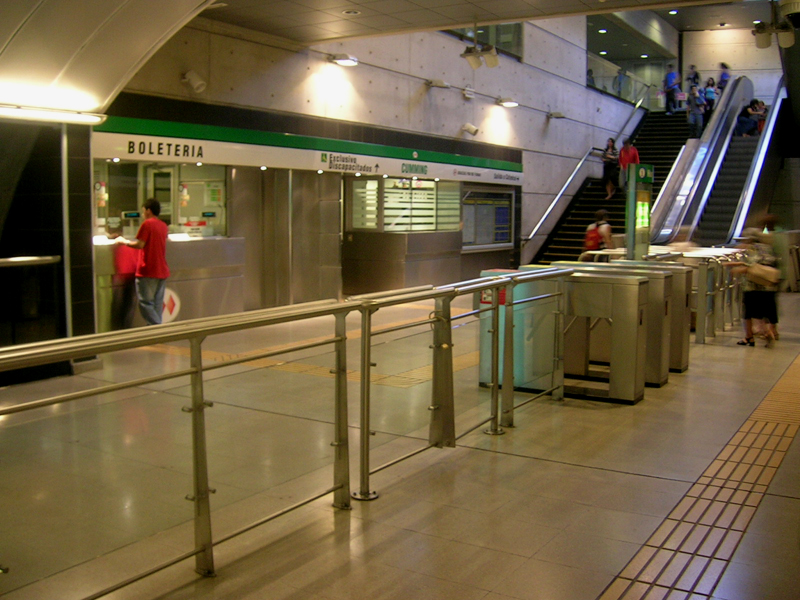
Mesanina de la estación.
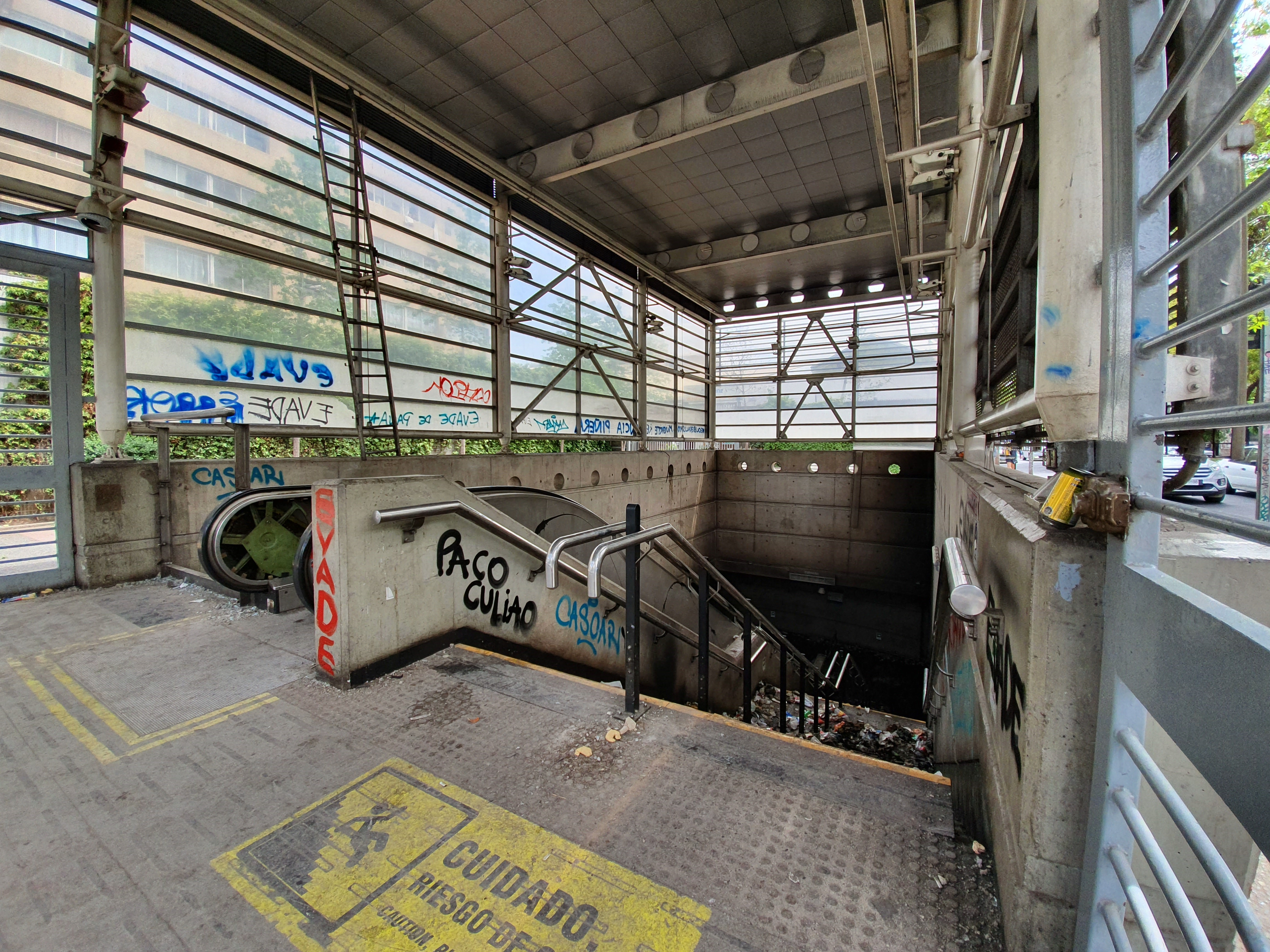
Acceso a la estación, incendiado tras las protestas de octubre de 2019.
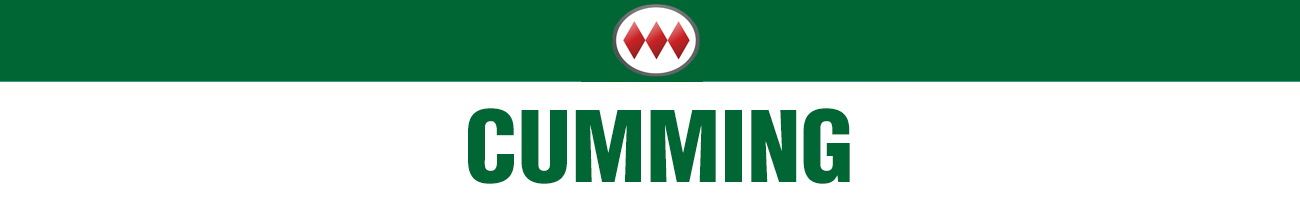
Cenefa utilizada actualmente en los andenes.

## Origen etimológico
El nombre de esta estación se debe a que se ubica bajo la intersección de Avenida Ricardo Cumming, de la cual deriva el nombre de la estación, con la calle Catedral, en pleno corazón del Barrio Brasil.
Ricardo Cumming fue un comerciante que confesó un plan para atacar Valparaíso con las flotas congresistas, durante la Guerra Civil de 1891. Fue fusilado por las fuerzas del Gobierno.

## Conexión con Red Metropolitana de Movilidad
La estación no posee paraderos con alguna denominación especial, posee solamente tres paradas cercanas en el cruce de Ricardo Cumming con Catedral y Santo Domingo:
| Paradero/ Código                                 | Recorridos                                                   |
| ------------------------------------------------ | ------------------------------------------------------------ |
| Catedral / esq. Ricardo Cumming (PA462)          | 508 (Av. Mapocho) - 514 (Enea)                               |
| Av. Ricardo Cumming / esq. Catedral (PA724)      | 121 (Lo Espejo) - J10 (San Daniel)                           |
| Av. Ricardo Cumming / esq. Santo Domingo (PA323) | 121 (Mapocho) - J03 (El Montijo) - J10 (Parque de Los Reyes) |